# Quarto em Arles
Quarto em Arles é uma obra do pintor impressionista Vincent van Gogh. Há três exemplares originais, pintados entre outubro de 1888 e setembro de 1889. A obra é uma das mais conhecidas do artista. 
O famoso quadro retrata o quarto que Vincent van Gogh alugou numa pensão, na cidade de Arles, na França, país onde trabalhou durante quase toda a sua vida.
Essa tela atualmente encontra-se no Museu de Orsay, em Paris, na França.

## Segunda versão da pintura
Van Gogh, a pedido de seu irmão Theo, fez uma segunda versão de Quarto em Arles em 1889. A "cópia", entretanto, não é exata; nota-se o uso de tons mais escuros que o original, redução da ênfase das fendas no assoalho, bem como diferenças em dois porta-retratos nas paredes

## Sobre
Embora buscasse a impressão de tranquilidade em seu quadro, este reflete a tensão, a solidão e desarraigamento de Van Gogh na ocasião da pintura. Os objetos do quarto não tem relação entre si, o piso aparenta cair para frente, a janela está entreaberta, os quadros pendem em direção à cama, os móveis em diagonal, tudo parece refletir o caos em que Van Gogh mergulhara.
Os pigmentos das tintas utilizadas na pintura foram avaliadas em 2012, concluindo-se que as paredes eram originalmente roxas, com o passar do tempo o pigmento vermelho perdeu sua cor e deixou as paredes azuladas.